# František Toužil
František Toužil (2. listopadu 1866 Vršovice – 16. února 1939 Praha) byl československý politik, poslanec a senátor Národního shromáždění republiky Československé za Československou sociálně demokratickou stranu dělnickou, později za Komunistickou stranu Československa a nakonec za odštěpeneckou formaci Komunistická strana Československa (leninovci).

## Biografie
V parlamentních volbách v roce 1920 získal mandát v Národním shromáždění. Podle údajů k roku 1920 byl profesí úředníkem administrace na Vinohradech. Mandát získal za československé sociální demokraty. Později přešel do nově zřizované Komunistické strany Československa.
V parlamentních volbách v roce 1925 získal za KSČ senátorské křeslo v Národním shromáždění. V roce 1929 byl v souvislosti s nástupem skupiny mladých, radikálních komunistů (takzvaní Karlínští kluci), kteří do vedení KSČ doprovázeli Klementa Gottwalda, odstaven od moci a vyloučen z KSČ. V parlamentu se stal členem nového poslaneckého klubu nazvaného Komunistická strana Československa (leninovci). V senátu zasedal do roku 1929.
Zemřel 16. února 1939.